# Saya no uta
Vous lisez un « article de qualité » labellisé en 2022.
Saya no uta (沙耶の唄, litt. Le chant de Saya), également titré The Song of Saya, Song of Saya ou encore Saya's Song, est un jeu vidéo pour adultes de type visual novel dit « eroge » — c’est-à-dire un jeu vidéo à caractère érotique — d'horreur cosmiciste développé par Nitroplus et écrit par le scénariste japonais Gen Urobuchi.
Il sort le 26 décembre 2003 au Japon. Une traduction en anglais du jeu est publiée à l'international par JAST USA le 6 mai 2013. Une nouvelle version du jeu est publiée le 28 avril 2017 au Japon par Nitroplus et le 13 août 2019 sur Steam à l'international par JAST USA. Le jeu original non censuré n'est pas autorisé en France et dans les pays bannissant la pédopornographie, plus précisément la pédopornographie dessinée et de fiction — à titre d'exemple, en 2008, 94 des 187 États membres d'Interpol possèdent des lois réprimant spécifiquement la pédopornographie. La version censurée est cependant légale et est commercialisée sur Steam.
Le scénario se déroule au Japon et suit l'histoire de Fuminori, un étudiant en médecine, seul survivant de l'accident de voiture ayant entraîné la mort de ses parents. Il doit la vie à une opération chirurgicale expérimentale, mais qui a pour effet secondaire une forme d'agnosie qui modifie toutes ses perceptions : tout ce qui l'entoure est recouvert de viscères et de sang, les humains ressemblent à des monstres abominables et à la voix insupportable, et toutes les odeurs sont assimilables à celle de la chair en décomposition. Alors désireux de mettre fin à ses jours, Fuminori rencontre ce qu'il perçoit comme une belle jeune fille, prénommée Saya, qui est en réalité un monstre hideux venu d'une autre dimension dont l'objectif est de se reproduire et ainsi transformer tous les êtres vivants de la Terre en organismes de la même espèce que Saya.
Le système de jeu réduit l'interaction avec le lecteur à de simples choix qui permettent de modifier le cours du jeu. En fonction des choix opérés par le lecteur, l'histoire bascule soit vers une guérison de Fuminori, soit vers la mort de Fuminori et Saya, soit vers la fin de l'humanité entraînée par la naissance de la progéniture de Saya. Quelle que soit la décision prise, Saya no uta met en scène des actes de meurtre, de viol, de mutilation, de cannibalisme et de pédopornographie.
Le jeu reçoit un accueil favorable de la part de la presse spécialisée. Les critiques s'accordent à dire que Saya no uta est « l'un des jeux les plus tordus jamais sortis », que ce soit pour son scénario, bien que parfois choquant, ses graphismes ou encore sa bande originale, aux sonorités oppressantes. Dans les années 2010, on constate un certain regain d'intérêt tant au Japon qu'à l'international, dû notamment au succès de Puella Magi Madoka Magica, œuvre de Gen Urobuchi ayant mis celui-ci et ses précédentes œuvres sous les projecteurs, mais aussi aux différentes traductions du jeu, avant tout la traduction en anglais. Grâce à cela, le titre fait ensuite l'objet de deux portages, sur Bluray interactif et sur Android, ainsi que de plusieurs adaptations, en comics et en light novel.

## Scénario

### Route commune
Victime d'un grave accident de la route tuant ses deux parents, Fuminori Sakisaka, un étudiant en médecine, survit grâce à une opération chirurgicale expérimentale. Or, celle-ci a pour effet secondaire une forme d'agnosie qui altère sa perception de la réalité. Ainsi, il voit le monde (objets, bâtiments) comme couvert de viscères et de sang, et perçoit les gens comme d'horribles monstres à l'aspect tordu et indescriptible. Leurs voix semblent brouillées et démoniaques tandis que les odeurs de la vie quotidienne, toutes semblables à celles d'un cadavre en décomposition, donnent la nausée. Fuminori préfère ne rien révéler sur ses troubles neurologiques et ainsi prendre ses distances avec ses amis, de peur de ne pas être pris au sérieux et d'être drogué par Ryouko Tanbo, le médecin chargé de son suivi médical. Un soir, toujours à l'hôpital, alors qu'il envisage de se suicider, Fuminori fait la connaissance de Saya, décrite comme étant une jolie jeune fille vêtue d'une robe d'été blanche. Pourtant, Saya est en réalité un monstre hideux et tentaculaire venu d'une autre dimension, qui s'amuse à terroriser les patients du service psychiatrique par la simple vue de son apparence indicible. Saya, surprise que Fuminori la voie comme un être humain, sympathise avec ce dernier et lui rend visite chaque soir. Lorsque Saya révèle qu'elle cherche son père disparu, le docteur Ougai, Fuminori propose de l'aider en échange de son emménagement avec lui. Les deux protagonistes deviennent alors amants et dépendants l'un de l'autre,,,.
Peu après, Fuminori rejette violemment les avances de son amie Yoh, qui lui avoue son amour. Oumi, proche de Yoh et courroucée par l'attitude de Fuminori depuis son accident, se rend chez le jeune homme afin de lui demander des explications. Entrant dans sa maison, elle découvre la pièce principale, dont les murs et les meubles ont été recouverts d'une inquiétante gamme de couleurs de sorte que Fuminori ne soit plus troublé par de macabres visions. Plus loin, elle aperçoit Saya, accrochée au plafond : Oumi, affolée par sa véritable apparence, est assassinée par le monstre qui la dévore. Fuminori arrive alors et aperçoit Saya en train de manger Oumi, bien que ses perceptions visuelles ne lui permettent pas de savoir ce qu'il s'agit réellement. Ses sens étant troublés, Fuminori trouve dégoûtante la nourriture qu'il mangeait avant l'accident. Attiré par la nourriture de Saya, Fuminori goûte sans le savoir à de la chair humaine, qu'il trouve délicieuse,.
Puisque le dernier endroit où Oumi était censée aller est la maison de Fuminori, Kouji, son petit ami, sans nouvelles d'elle, entreprend des recherches en suivant Fuminori et en s'infiltrant dans la maison du professeur Ougai. Débusqué par Fuminori, ce dernier l'objurgue et demande à ne plus être suivi. Kouji retrouve Yoh au bureau de Ryouko Tanbo, la neurochirurgienne de Fuminori. Celle-ci leur apprend que Fuminori a manqué plusieurs rendez-vous et que son dossier médical a été volé la veille. Kouji explique qu'il soupçonne Fuminori d'être impliqué dans un crime, évoquant explicitement la disparition d'Oumi. Ryouko promet alors d'enquêter de son côté.
Dans le même temps, Saya rend visite à Yosuke Suzumi, le voisin de Fuminori qui feint de l'empathie pour l'état de santé de ce dernier mais qui critique la cour de sa maison, particulièrement négligée. Saya manipule alors le cerveau de Yosuke afin qu'il ait les mêmes troubles perceptifs que ceux de Fuminori. Yosuke, devenu fou en voyant son appartement tapissé de viscères et de sang, puis sa femme et sa fille comme des monstres hideux, tue sa famille puis viole Saya avant d'être tué par Fuminori.

### Fin «White room»

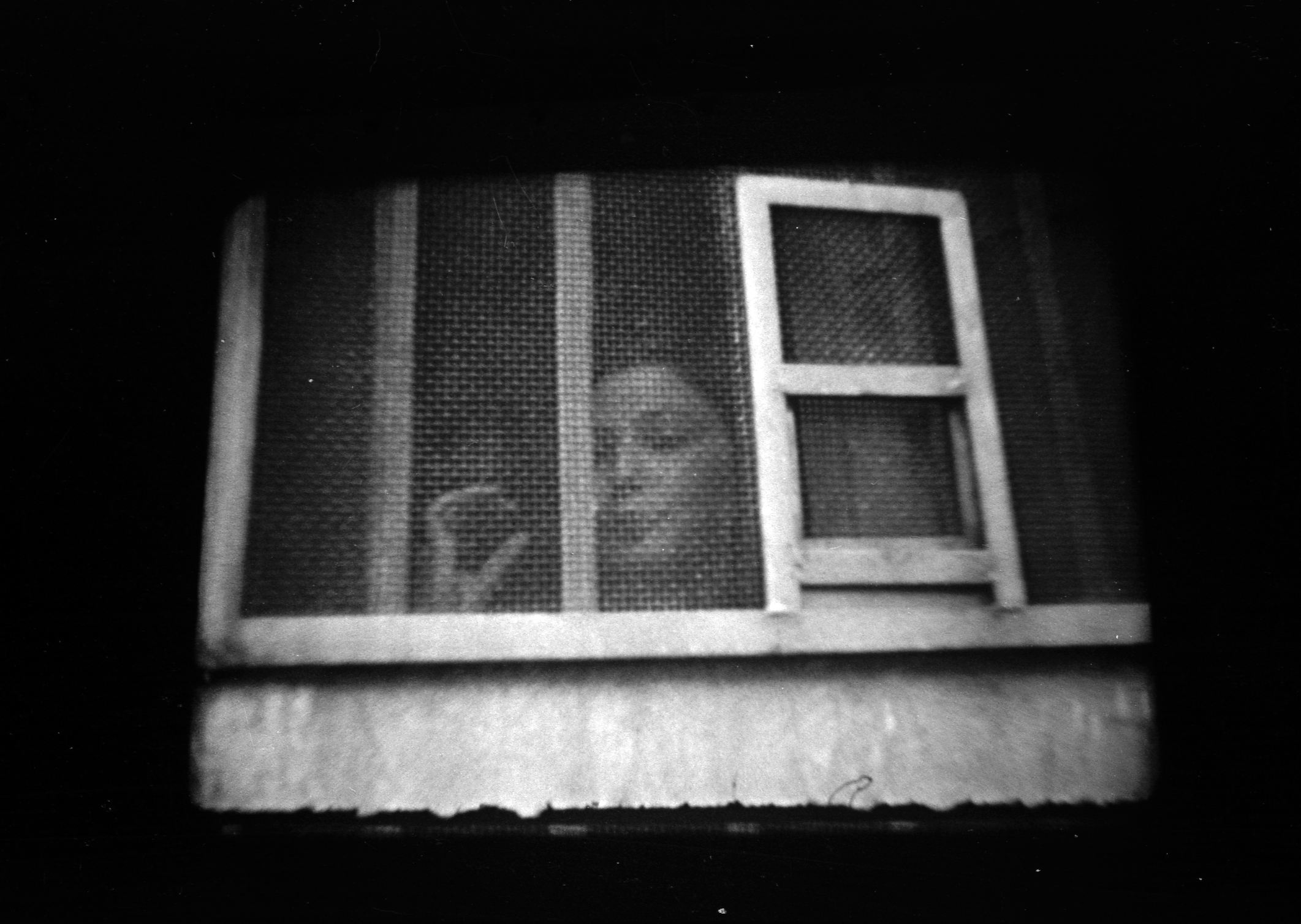
Photographie d'une personne internée dans un hôpital psychiatrique (ici, l'Hôpital Saint-Joseph de La Grave renfermant Marie-Agnès Portal en 1975) comme l'est Fuminori dans la fin « White room ».

Après ces événements, Saya, ayant réussi à maîtriser la capacité à manipuler le cerveau humain, propose à Fuminori de guérir son agnosie afin que ses perceptions ne soient plus altérées. Si Fuminori accepte, celle-ci redevient normale, mais Saya le quitte, car elle refuse qu'il ne voie sa véritable apparence. Fuminori est arrêté et reconnu coupable du meurtre de la famille Suzumi : après évaluation de son état psychiatrique, il est jugé irresponsable de ses actes et interné dans un hôpital psychiatrique pour le restant de ses jours. Saya rend visite une dernière fois à Fuminori, sans se montrer physiquement toutefois, pour lui annoncer qu'elle part à la recherche de son « père » disparu, le professeur Ougai, tandis que Fuminori jure d'attendre son retour,.

### Intervalle
Si Fuminori décline l'offre de Saya, il apprend qu'il a tué son voisin et qu'il a mangé de la chair humaine. Fuminori souhaite éliminer ses anciens amis, qui constituent une menace pour sa nouvelle vie, en commençant par Kouji. Il lui propose ainsi d'aller à la cabane d'Ougai, en montagne, afin de trouver ensemble les réponses aux questions liées à Ougai. Après avoir fouillé cette cabane, Fuminori tente de l'assasiner en le poussant dans le puits. Kouji ne meurt pas sur le coup, mais s'y trouve coincé. Une fois chez lui, Fuminori retrouve Saya, mais également Yoh, qu'il ne s'attendait pas à voir, qui plus est normalement. Pour ce faire, Saya a attiré Yoh chez Fuminori et lui a fait subir un processus de transformation qui lui a valu une douleur insupportable qui la rend folle. Yoh devient alors l'esclave sexuelle de Fuminori et Saya.
Plusieurs jours plus tard, Ryouko, consciente de l'existence de Saya et enquêtant déjà sur Ougai depuis très longtemps, sauve Kouji du puits. Ils découvrent par hasard un passage secret dans le puits, qui les mène vers un laboratoire secret où ils trouvent le cadavre d'Ougai, qui s'est suicidé d'une balle dans la tête, ainsi que ses recherches sur Saya et son espèce. On apprend alors plusieurs informations à propos de Saya, son évolution ou encore le fait que le professeur Ougai pense qu'elle penche plutôt du côté féminin, du moins depuis qu'elle lui a demandé des spermatozoïdes d'animaux. Par ailleurs, Saya est nommée ainsi par Ougai, en référence à la chatte appartenant à sa mère. Dans le même temps, Kouji, muni de l'arme de poing d'Ougai, se rend au domicile de Fuminori. Avant qu'il ne soit parti, Ryouko l'avertit que s'il ne regagne pas sa vie d'avant, la folie le gagnera comme elle. Chez Fuminori, Kouji découvre dans son réfrigérateur de grandes boîtes alimentaires contenant les restes d'Oumi et de la famille Suzumi. Dès lors, Kouji peut appeler soit Ryouko, soit Fuminori,.

### Fin «World's Sanity»

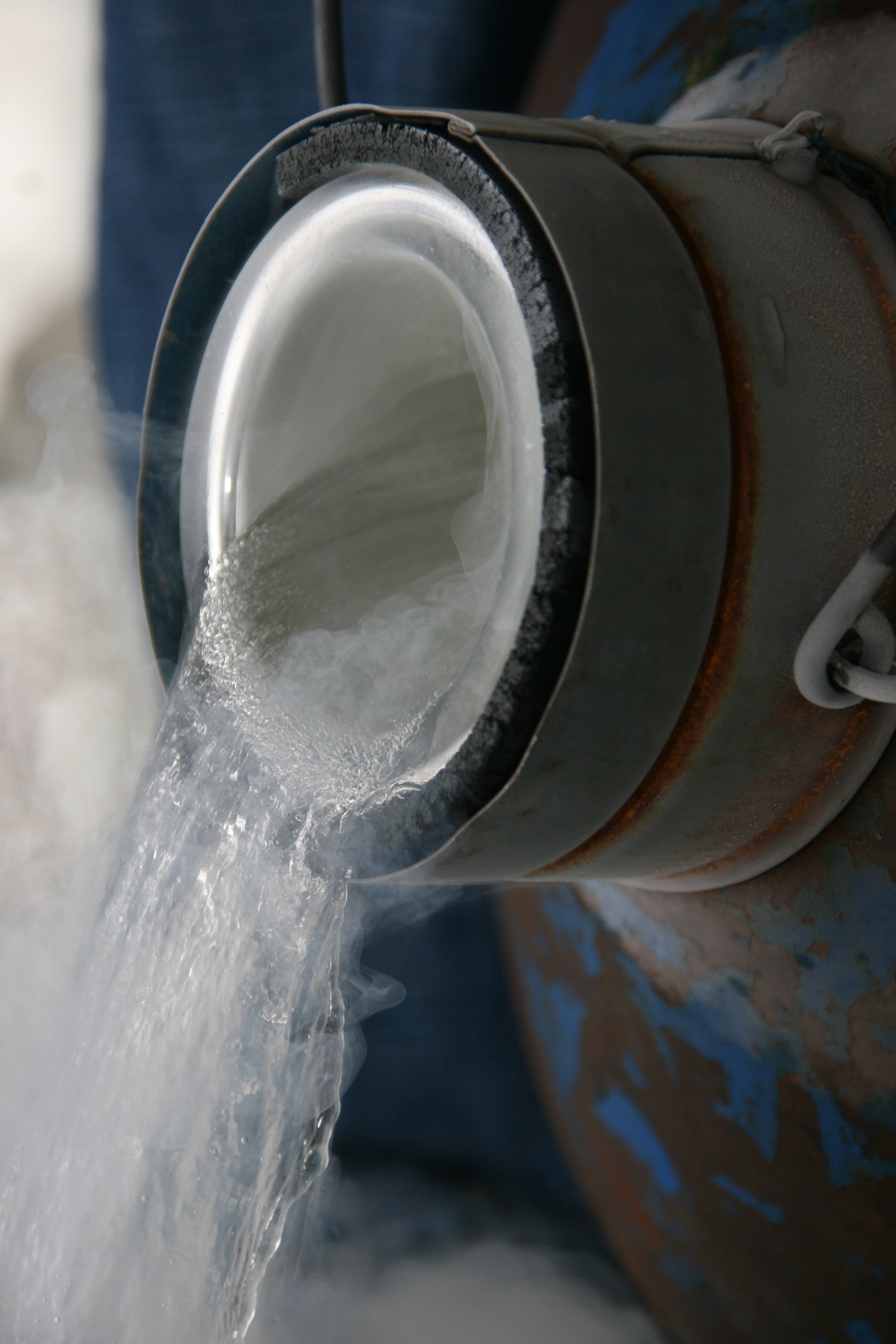
Fiole d'azote liquide, tel qu'en jette Kouji sur Saya dans la fin « World's Sanity ».

S'il appelle Ryouko, Kouji tue également Yoh, puis affronte Fuminori. Cependant, cette fois-ci, avant que Saya ne puisse le tuer, Ryouko arrive et donne à Kouji de l'azote liquide qu'il jette sur Saya, afin de la congeler. Fuminori se relève bien qu'il ait des côtes cassées par Kouji, et assène un coup de hache mortel à Ryouko. Au moment de mourir, Ryouko sauve l'humanité en tirant sur Saya avec son fusil à canon scié, ce qui la tue en la brisant en mille morceaux. Fuminori se suicide alors avec sa hache. Kouji, seul survivant de l'histoire, est incapable de vivre comme avant parce qu'il connaît désormais la « vérité » et est hanté par les horreurs qu'il a vécues. L'histoire sous-entend qu'il mettra fin à ses jours.

### Fin «The Song of Saya»
S'il appelle Fuminori, Kouji cherche Fuminori dans un sanatorium abandonné mais trouve d'abord Yoh, qu'il perçoit comme un monstre. Elle le supplie de la tuer pour mettre fin à ses souffrances. Kouji, rendu fou par l'apparence abominable de Yoh, lui tire dessus avec toutes ses munitions puis la bat à mort avec un tuyau en acier. Il engage ensuite le combat contre Fuminori, mais est tué puis dévoré par Saya. Celle-ci s'effondre devant Fuminori, lui révèle qu'elle est enceinte et qu'elle s'apprête à donner naissance à leurs enfants. Saya s'épanouit avec extase dans l'étreinte de son amant, libérant son dernier cadeau à Fuminori avant qu'elle ne meure : des spores qui infectent et transforment progressivement tout être vivant sur Terre en organisme de la même espèce que Saya, alors que le reste des constructions humaines sont recouvertes de viscères et de sang. Ryouko, seule dans la cabane en montagne, achève de retranscrire les recherches d'Ougai et apprend que Saya est un monstre venu d'une autre dimension afin de se reproduire, l'unique mission imposé par son métabolisme.

## Personnages

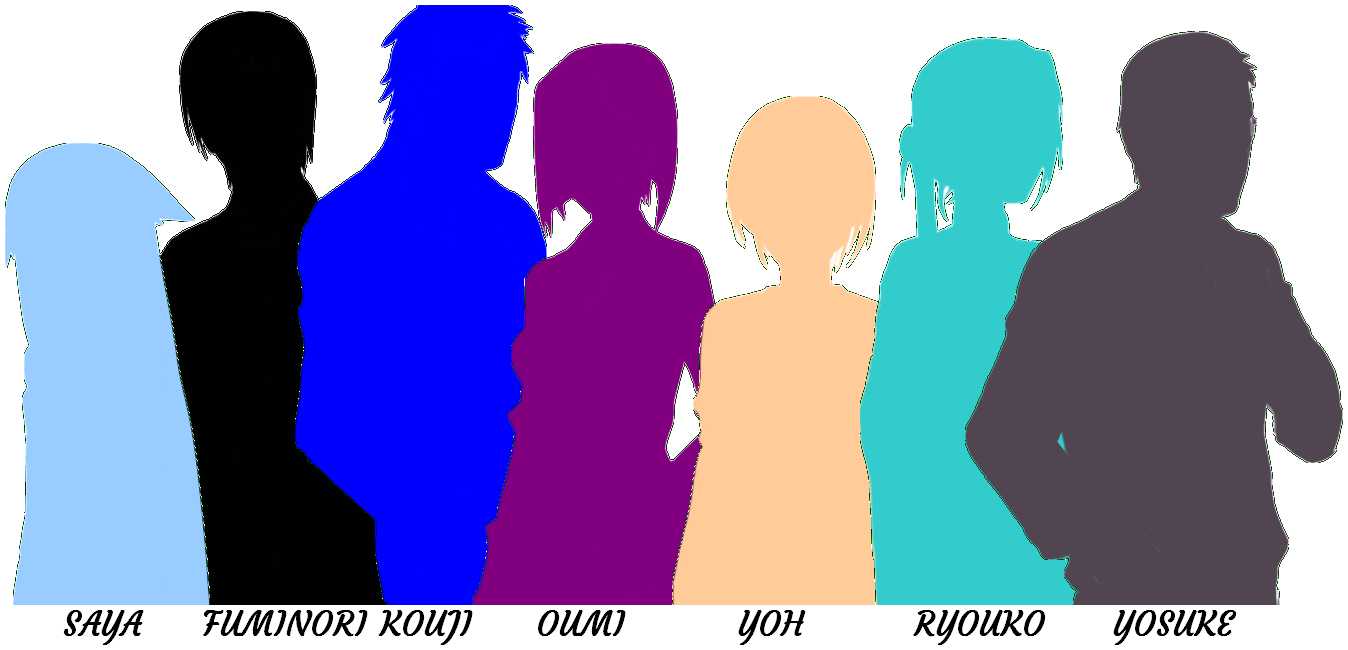
Représentations simplifiées de la plupart des personnages de Saya no uta. De gauche à droite : Saya, Fuminori, Kouji, Oumi, Yoh, Ryouko et Yosuke.

### Fuminori Sakisaka
Au fil de l'intrigue, alors qu'il était un jeune homme raisonnable, Fuminori se marginalise et s'éloigne de son cercle d'amis afin de ne plus interagir avec ceux qu'il perçoit comme des monstres hideux et nauséabonds pour qui il éprouve désormais du mépris. Il vit dans la peur que son trouble perceptif ne soit découvert, ce qui lui vaudrait de servir de cobaye pour les médecins,.
S'il refuse l'offre de Saya de guérir son agnosie, Fuminori renonce à sa part d'humanité et devient avec Saya l'antagoniste principal de l'histoire. Il se mue en un tueur et un violeur, davantage pour défendre sa nouvelle vie avec Saya que par goût pour ce genre d'exactions, et un cannibale, trouvant la chair humaine délicieuse à cause de ses sens altérés. Il souhaite enfin fonder une famille avec Saya, ce que cette dernière lui donnera en capturant et transformant Yoh en monstre.

### Saya
Perçue par Fuminori comme une jeune fille en robe blanche, Saya est en réalité un être abominable et amorphe, tentaculaire et charnu, baveux et à l'odeur putride. Elle vient d'une autre dimension, dans le seul but de se reproduire. Sa véritable forme n'est jamais totalement révélée et le peu d'informations concernant sa forme originale ne se trouve que dans les descriptions données dans la narration du jeu, qui sont elles-mêmes assez vagues,,.
Saya est découverte par le professeur Masahiko Ougai, un ancien professeur du centre hospitalier universitaire qui a disparu à la suite de plusieurs scandales et plus tard retrouvé mort par le docteur Ryouko Tanbo. Ougai étudie Saya, dotée d'une intelligence supérieure capable d'assimiler n'importe quelle notion et de surpasser tous les algorithmes informatiques. Il lui enseigne les mathématiques et la littérature. Après la lecture de nombreux romans, Saya développe une identité féminine : avide de romances, elle souhaite éprouver l'amour. Considérant Ougai comme son père, Saya part à sa recherche à la suite de sa disparition et élit domicile dans l’hôpital où il travaillait, se nourrissant de chats et de nouveau-nés,.
En emménageant avec Fuminori, Saya agit comme une épouse-enfant à la gentillesse absolue, aidant son amant à préparer à manger, à redécorer son appartement et à lui laver le dos. Or, malgré une apparence et une attitude enfantines, elle remplit son rôle d'amante, jusqu'à la nymphomanie, et émet le désir de porter les enfants de Fuminori. Or, dans la fin où Fuminori est guéri de ses troubles sensorielles, elle renonce, par amour, à son désir instinctif de se reproduire.
Saya, qui agit de façon amorale et innocente avant sa rencontre avec Fuminori, devient immorale au fur et à mesure du récit. Ainsi, elle capture et transforme Yoh, qui était éprise de Fuminori, par jalousie, un sentiment qu'elle a développée en lisant les romans chez le professeur Ougai,.

### Ryouko Tanbo
Ryouko Tanbo est une jeune neurochirurgienne, chargée du suivi de l'état de santé de Fuminori. D'abord respectueuse des lois et n'ayant jamais eu une seule contravention, Ryouko apprend l'existence de Saya en enquêtant sur les agissements de son collègue, le professeur Ougai. Dès lors, elle se révèle être une femme froide, cynique et paranoïaque, obsédée par l'idée de rechercher la vérité sur les expériences d'Ougai et par celle de tuer Saya, le monstre de ses cauchemars,.

### Entourage de Fuminori
Kouji Tonoh est le meilleur ami de Fuminori. Il a un tempérament extraverti. Après l'accident de Fuminori, il tente de l'aider à revenir à une vie normale et de préserver leur amitié. Néanmoins, au fur et à mesure qu'il découvre la vérité sur les agissements de son ami, Kouji se met alors en quête d'éliminer Fuminori et Saya, non par vengeance pour la tentative d'assassinat dont il a été victime ou pour le meurtre d'Oumi, sa petite amie, dont il a trouvé les restes dans le réfrigérateur de Fuminori, mais parce que le couple formé par ses nouveaux ennemis constituent une anomalie qui pourrait menacer l'existence du monde,.
Oumi Takahata est la petite amie de Kouji et la meilleure amie de Yoh. Depuis l'accident de Fuminori, elle s'inquiète pour Yoh, violemment éconduite par son ami lorsque cette dernière lui a avoué ses sentiments. Oumi finit par perdre patience avec Fuminori, dont elle considère qu'il aurait dû finir par se rétablir totalement de son accident depuis sa sortie de l'hôpital, se rend chez lui pour le forcer à s'expliquer sur sa conduite,.
Yoh Tsukuba, la meilleure amie d'Oumi, est de nature réservée et est amoureuse de Fuminori. Depuis l'accident, elle a du mal à communiquer avec lui et a eu le cœur brisé lorsque Fuminori a rejeté ses sentiments. Au cours de l'histoire, Saya, pour la punir d'avoir aimé Fuminori, attire Yoh chez lui pour la transformer en un monstre semblable à Saya. Yoh devient alors le troisième membre de la famille désirée par Fuminori, bien qu'elle occupe davantage dans le statut d'animal de compagnie et d'esclave sexuelle : elle porte un collier et une laisse pour chiens,.
Yosuke Suzumi est le voisin de Fuminori, un homme gentil qui aime peindre. Il vit avec sa femme et sa fille dans un style de vie épanoui et paisible, à l'abri du besoin. Cependant, il feint de l'inquiétude et de l'empathie pour Fuminori, dans le simple but de lui signifier que l'état de la cour de sa maison est particulièrement négligée et le dérange.

## Système de jeu

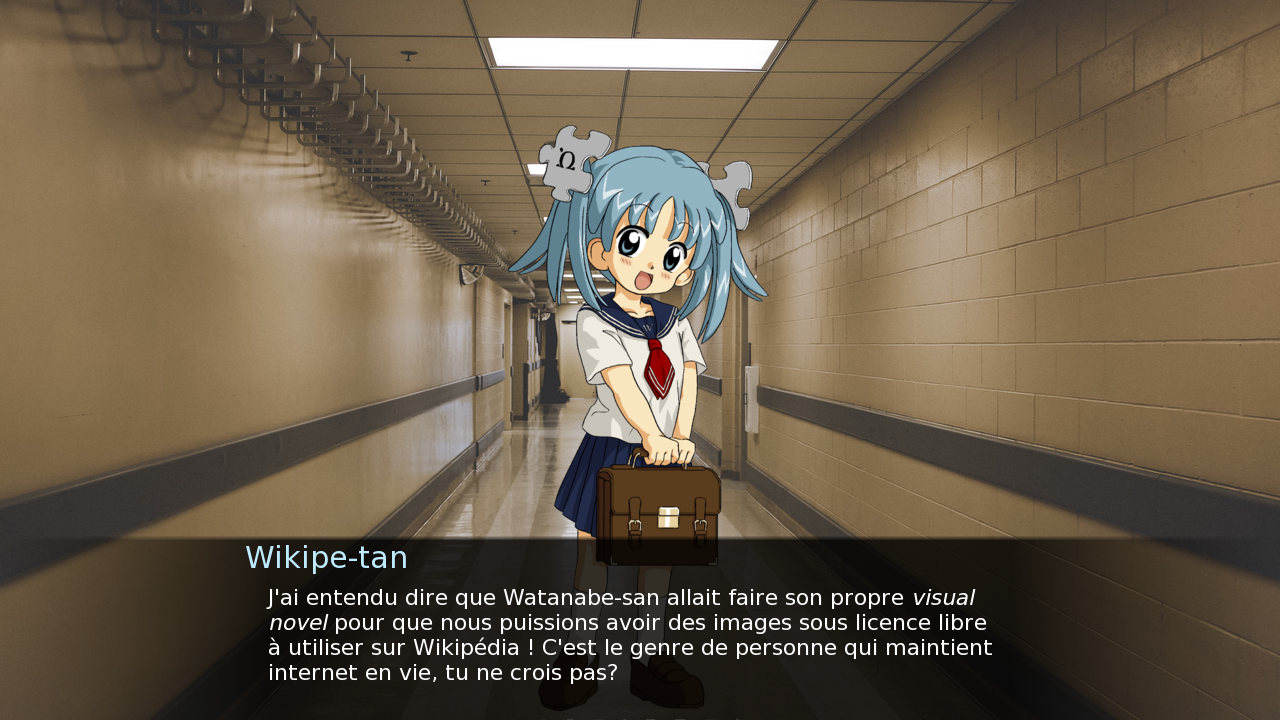
Représentation très répandue parmi les visual novels : un décor, un personnage (ici Wikipe-tan) et une boîte de dialogue.

Saya no uta est un visual novel — roman vidéoludique en français —, où l'on suit une histoire tout en observant les images et les animations des personnages. En ce qui concerne Saya no uta, l'animation est accompagnée d'un fond musical et des voix des personnages. La boîte de texte est de type « NVL » (abréviation de « novel »), c'est-à-dire que le texte recouvre presque l'intégralité de l'écran.
Les interactions du joueur se limitent à cliquer pour lire le texte suivant faire défiler les images et les sons et choisir une suite à l'histoire. Une option historique présente dans le jeu permet de voir les textes précédemment lus. Une option de défilement automatique, présente dans Saya no uta, permet aussi de réduire les interactions à la simple sélection de choix. Il est également possible de sauvegarder sa progression, puis de charger la partie plus tard pour reprendre l'histoire au moment de la dernière sauvegarde. En fonction des choix que le joueur entreprend — une partie de Saya no uta comporte un à deux choix —, le joueur obtient l'une des trois fins disponibles.
Le jeu comporte un mode « CG » permettant de revoir les CG déjà vues et un mode musique qui permet d'accéder à toutes les pistes du jeu et de les écouter. Une fois le jeu terminé, le joueur peut accéder aux commentaires de l'équipe du jeu, disponibles en ligne. Le jeu dure environ six heures.

## Développement

### Imagination du scénario et du personnage de Saya

Dessin inspiré du personnage de Saya, l'héroïne du jeu.

En 2013, Gen Urobuchi, le scénariste de Saya no uta, revient sur la création de ce visual novel. Il estime que ce dernier représente un véritable tournant dans sa politique de création : « nous avions pour objectif de voir s'il était possible de rencontrer le succès sans étude de marché. Pour cela, j'ai écrit avec l'objectif de produire un scénario choquant, en prenant les règles préétablies à contre-pied. Au début, le jeu n’a pas rencontré un franc succès. Contrairement aux autres jeux vidéo bishōjo de l'époque, celui-ci ne propose qu'un seul personnage féminin, à l’apparence enfantine et l’environnement est très glauque, perturbant. Cependant, Saya no Uta a continué à se vendre au fil des années, et aujourd’hui encore, dix ans après sa sortie, il se vend toujours ! ».
Pour créer Saya, le scénariste japonais dit également s'être inspiré de Fujiko Mine, un personnage de l'anime japonais Lupin III dans lequel cette cambrioleuse professionnelle use de ses charmes pour trahir Arsène Lupin et ainsi récupérer le butin que celui-ci avait volé. Urobuchi n'a cependant pas attribué à son héroïne des formes généreuses, arguant que « Saya est un monstre caché sous une apparence innocente. Les personnages féminins aux proportions trop généreuses ont tendance à rendre les gens plus méfiants ».
Enfin, en 2014, Gen Urobuchi explique que les scènes de sexe de Saya no uta contribuent à l'atmosphère horrifiante du scénario, considérant que « l'horreur peut certainement être une composante d'une expérience sexuelle ».

### Références culturelles

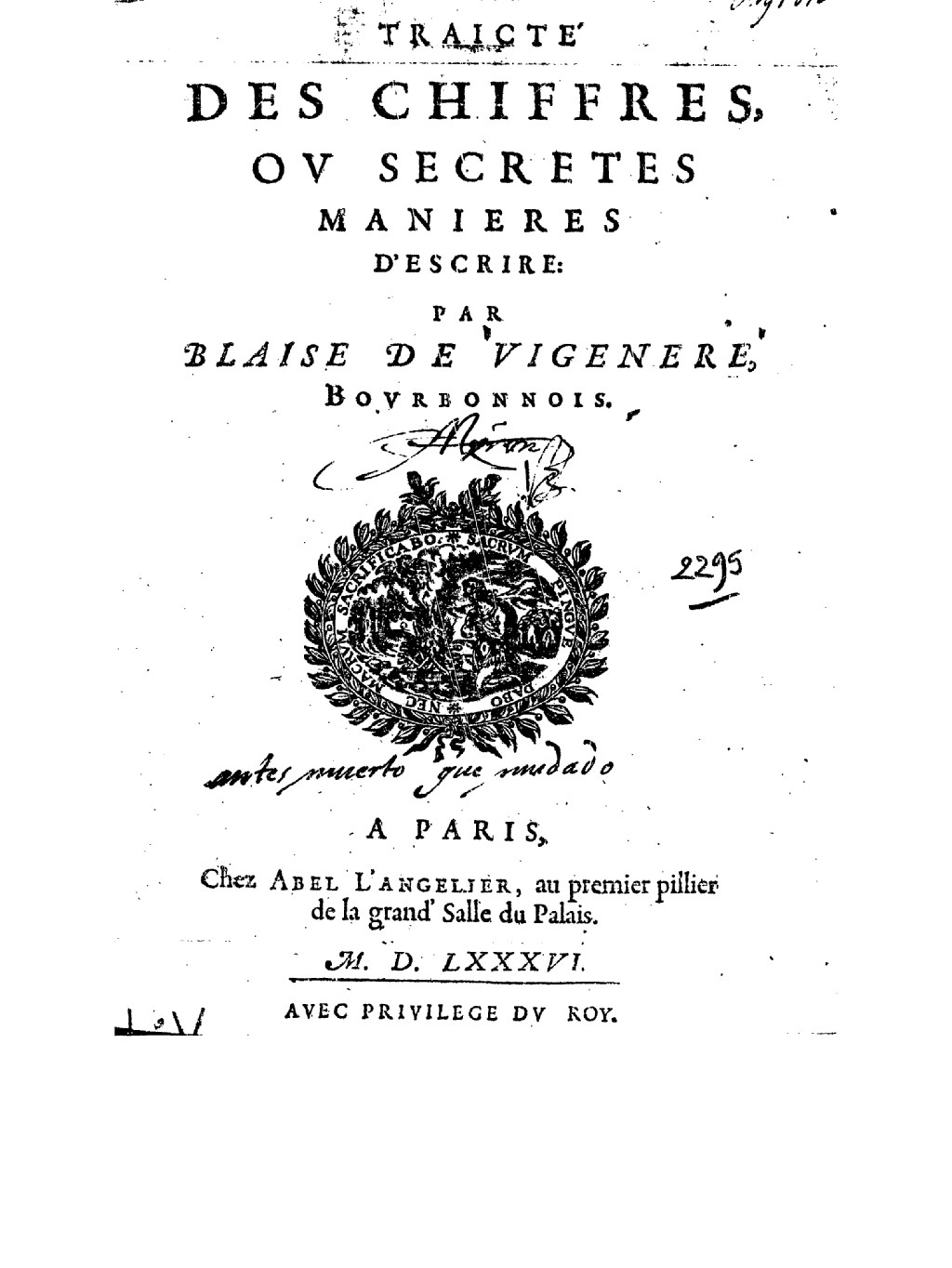
Couverture de l'ouvrage Traité des chiffres ou secrètes manières d'écrire de Blaise de Vigenère.
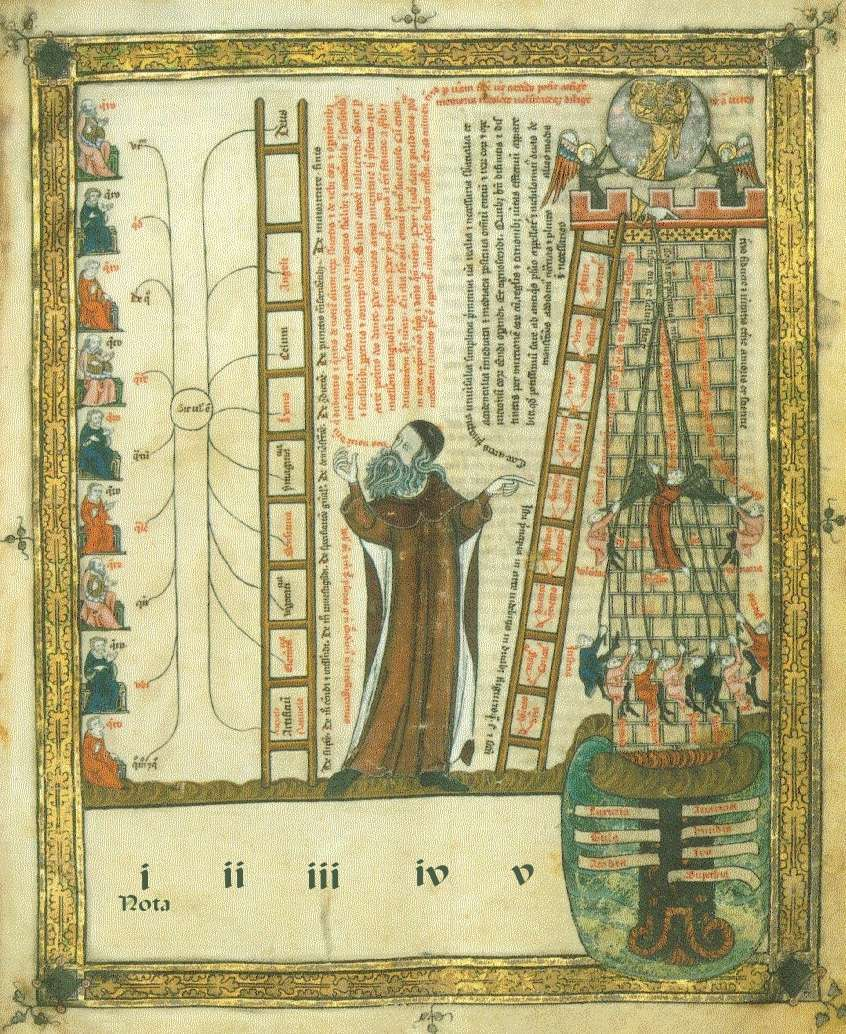
Page du livre Ars Magna de Raymond Lulle.
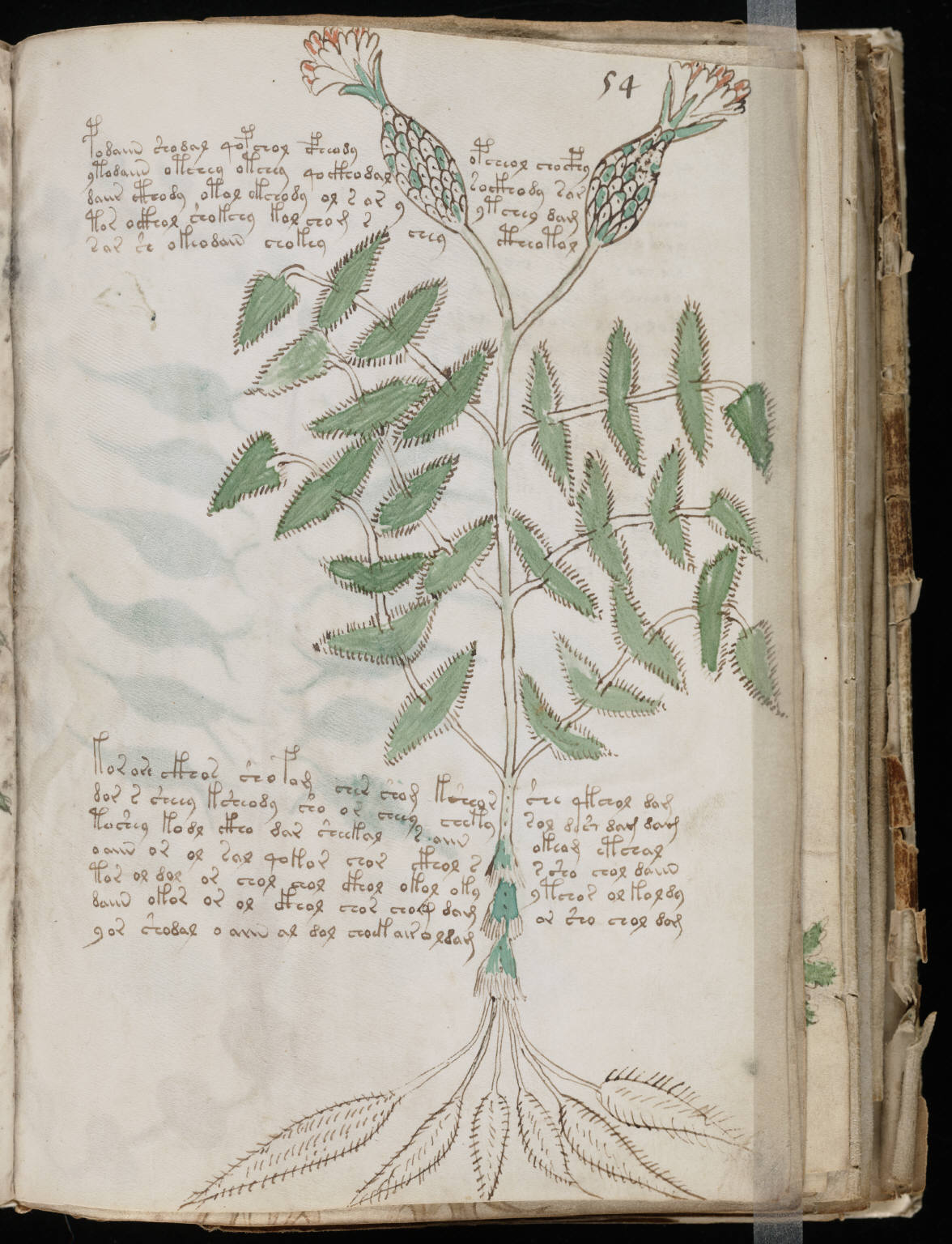
Une des pages du manuscrit de Voynich avec ses dessins et ses textes énigmatiques.

### Méthode de chiffrement utilisée

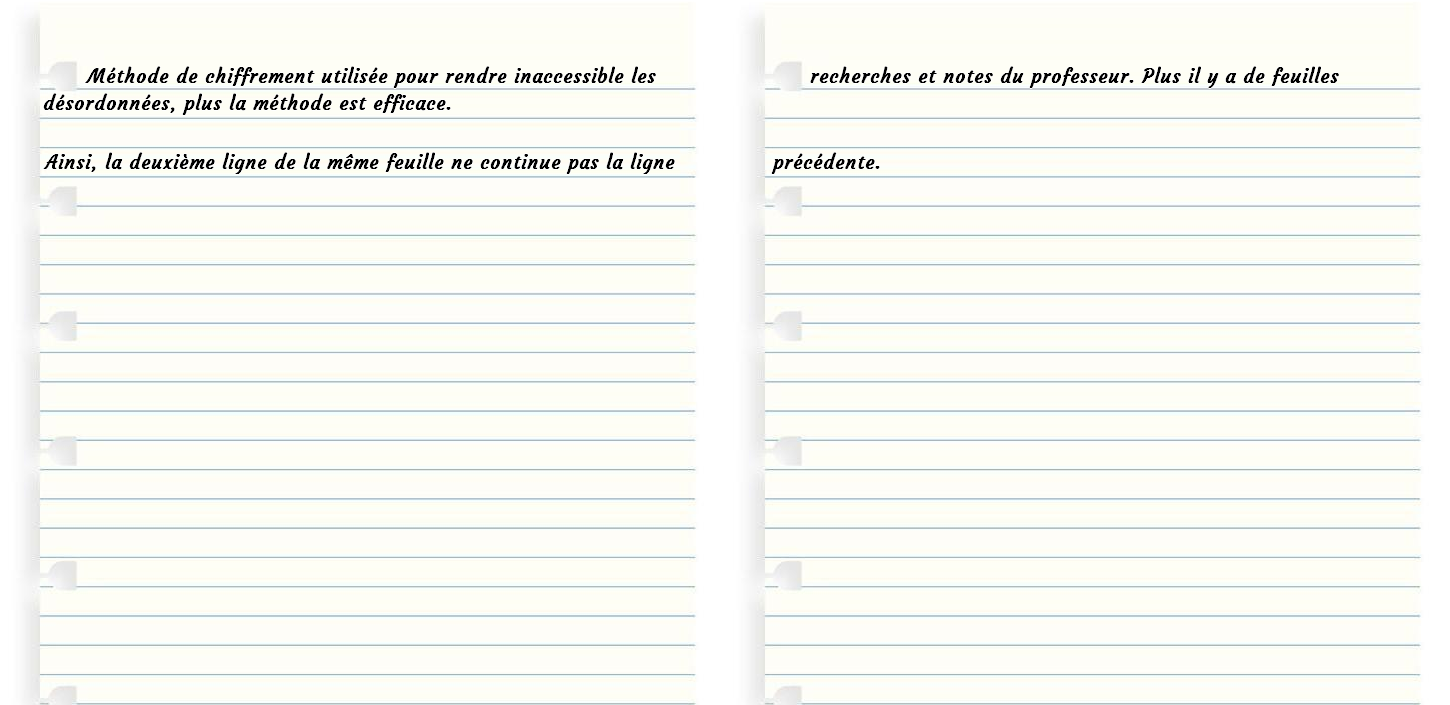
Exemple montrant comment le système de chiffrement utilisé dans le jeu fonctionne.

## Commercialisation

Carte sur les interdictions de la pornographie et de la pédopornographie au travers du monde, en 2012.
Pornographie et pédopornographie légales.
Pédopornographie illégale.
La pornographie est entièrement illégale.
Données indisponibles.

### Critiques générales

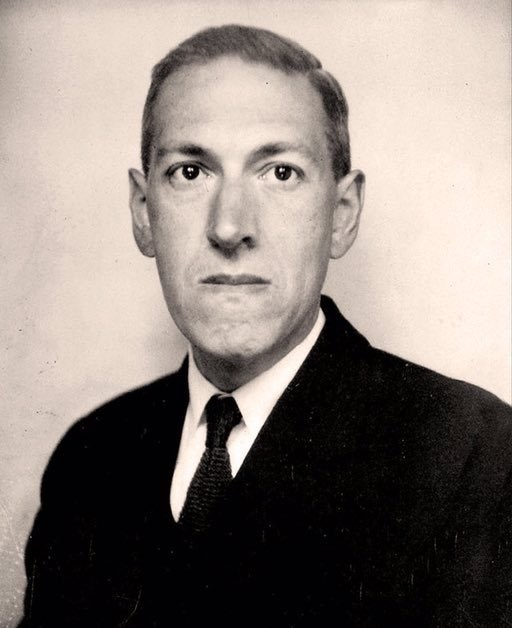
Comme dans l'œuvre de Howard Phillips Lovecraft (ici en 1934), Saya no uta met en scène des protagonistes qui mettent en péril leur santé mentale au fur et à mesure qu'ils découvrent l'horreur que représente la vérité sur le monde.

### Critiques des graphismes

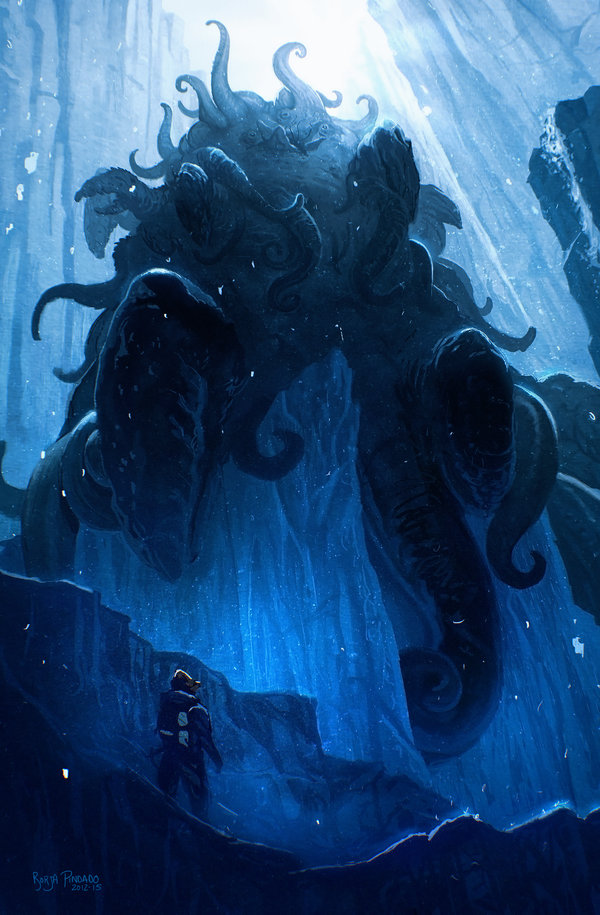
À l'image de Rhan-Tegoth dans L'Horreur dans le musée, Saya est un monstre tentaculaire et abject venu d'une autre dimension.